# Elwendia alata
Elwendia alata är en växtart i släktet Elwendia och familjen flockblommiga växter.
Arten förekommer i norra Afghanistan. Den beskrevs av Michail Pimenov och Jevgenij Kljujkov.